# Neofelis nebulosa
La pantera nebulosa o leopardo longibando (Neofelis nebulosa) es una de las dos especies de félidos pertenecientes al género Neofelis. Tiene una longitud de 60 a 110 cm; las hembras un peso de 11 a 20 kg y los machos hasta 65 kg. De hábitos arborícolas, esta especie es una excelente trepadora que se mueve ágilmente por las ramas gracias a su larga cola que actúa a modo de balancín. El pelaje está cubierto de grandes manchas irregulares de borde negro e interior pardo, lo que ayuda a la pantera nebulosa a confundirse entre las hojas. Su nombre procede precisamente de estas manchas, de forma parecida a una nube. En China se la conoce como «leopardo de la menta», ya que las manchas también recuerdan a las hojas de esta planta.

## Características

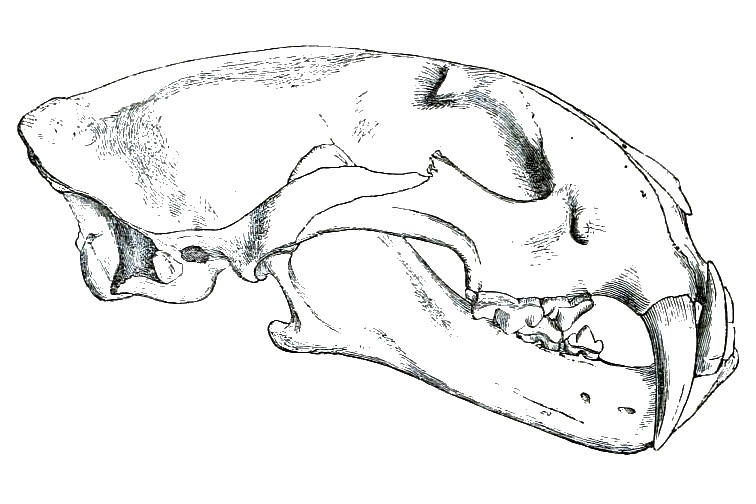
Cráneo de Neofelis nebulosa macrosceloides

Este animal cuenta con la rareza de ser el félido con los caninos más largos en proporción con el resto del cuerpo de cuantos félidos existen actualmente. La arquitectura craneal difiere en varias características de la del resto de félidos, por lo que se clasifica a este animal en un género biespecífico, Neofelis.
La pantera nebulosa rara vez caza en el suelo. Utiliza sus particulares adaptaciones físicas para atrapar a los ágiles animales de los árboles, en especial a los primates como gibones, macacos y monos násicos. También caza roedores y otros pequeños mamíferos, aves, pequeños cérvidos y puercoespines asiáticos. Ocasionalmente se acerca hasta zonas habitadas y roba animales domésticos, particularmente gallinas y otras aves de corral.

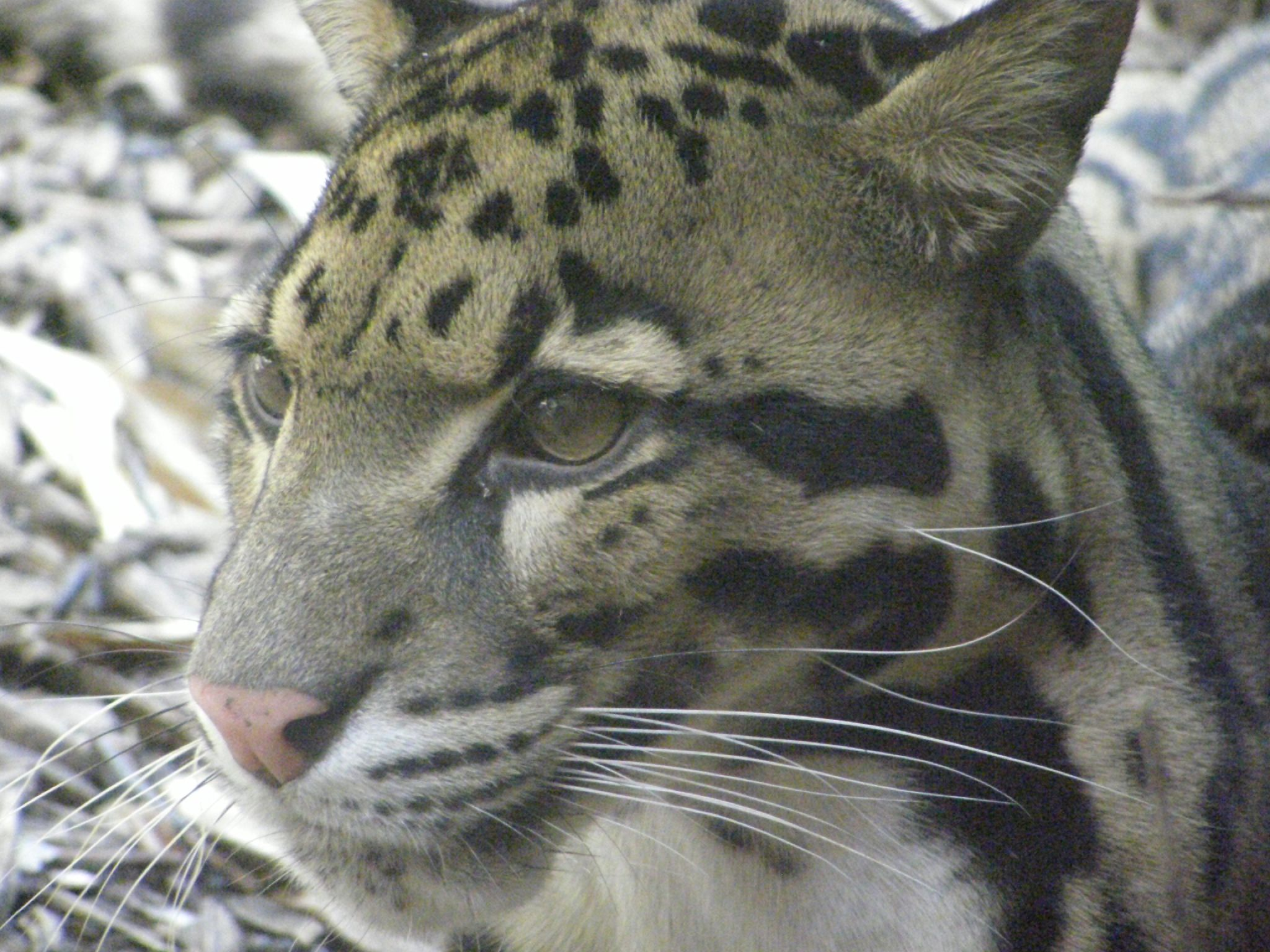
Cabeza de pantera nebulosa

Puede saltar de una rama a otra con increíble precisión, desplazarse a lo largo de estas incluso cabeza abajo y descender a lo largo de los troncos con la cabeza por delante. Solo el gato tigre o margay de América puede compararse con él en agilidad dentro de los félidos. Cuando caza animales terrestres suele hacerlo abalanzándose sobre ellos desde las ramas de un árbol. El hecho de que la pantera nebulosa sea un animal nocturno ha dificultado enormemente su estudio en la naturaleza, y todavía se puede decir que esconde muchos interrogantes en su comportamiento.
En 2006, con estudios de ADN un equipo de científicos estadounidenses ha descubierto que la pantera nebulosa que vive en las islas de Borneo y Sumatra, Neofelis diardi, constituye una especie de félido completamente nueva. Hasta ese entonces, este enigmático habitante de la selva ecuatorial pertenecía a una subespecie del N. nebulosa.

## Hábitat y subespecies
Habita en bosques tropicales y subtropicales del este de India, sur de China, Birmania (también Burma hasta 1989 y a partir de entonces: Myanmar) e Indochina. La subespecie propia de Taiwán se encuentra extinta debido al impacto de la actividad humana en la isla.
Se puede encontrar por igual en zonas montañosas por encima de los dos mil metros, que en zonas deprimidas y pantanosas, manglares costeros y ocasionalmente en llanuras herbáceas donde puede estar de paso. Las subespecies reconocidas son las siguientes:
- N. n. nebulosa (Griffith, 1821) — vive desde el sur de China hasta el este de Birmania;
- N. n. macrosceloides (Hodgson, 1853) — vive desde Nepal hasta Birmania;
- N. n. brachyura (Swinhoe, 1862) - vivía en Taiwán (subespecie extinta en su entorno natural desde 1990).

## Reproducción
Tras un periodo de gestación de ochenta y cinco a noventa y tres días, las hembras dan a luz una camada de una a cinco crías. Estas nacen ciegas y desvalidas, cubiertas de manchas de color negro uniforme. Abren los ojos a los diez días de nacer y a las cinco semanas ya comienzan a seguir activamente a su madre. Se independizan hacia los diez meses después del nacimiento, aunque no maduran sexualmente hasta los dos años de edad. A partir de entonces, las hembras pueden tener una camada nueva cada año. La esperanza de vida en cautividad es de solo diecisiete años, lo que hace suponer que en libertad viven muy poco tiempo.
Los programas de cría en cautividad han conseguido muy pocos progresos, ya que los machos suelen ser agresivos y atacan (e incluso matan) a las hembras en lugar de aparearse con ellas. Esto dificulta su conservación y reintroducción en estado salvaje.

## Estado de conservación

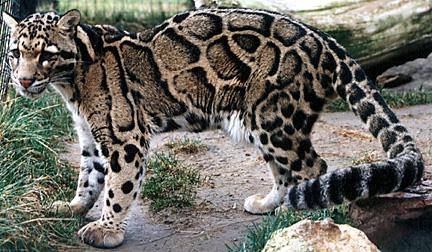
Pantera nebulosa en el Feline Conservation Center, Rosamond (California)

El número total de panteras nebulosas en la naturaleza se ignora, ya que resulta imposible hacer un censo (aunque sea aproximado) debido a sus hábitos nocturnos y su preferencia por la selva más impenetrable. Sin embargo, se puede dar por seguro que la especie está en declive debido a la pérdida de su hábitat fruto de la deforestación masiva causada por el hombre en el sudeste asiático, así como a la caza furtiva, debida entre otras cosas a supuestas propiedades suyas explotadas por la medicina tradicional china.
El CITES considera que la especie corre serio peligro, por lo que prohíbe expresamente el comercio de estos animales o de partes de su cuerpo y solo autoriza su captura si tiene como objetivo la investigación científica.[cita requerida] La caza está prohibida en los países de su área de distribución y muchos otros, sobre todo en países occidentales, los cuales prohíben expresamente el comercio de productos relacionados con la pantera nebulosa.